# جيمي رايلي
جيمي رايلي (بالإنجليزية: Jimmy Riley)‏ هو مغني ومنتج أسطوانات جامايكي، ولد في 22 مايو 1954 في كينغستون في جامايكا، وتوفي في 23 مارس 2016 في نيويورك في الولايات المتحدة بسبب سرطان.

## وصلات خارجية
- جيمي رايلي على موقع ميوزك برينز (الإنجليزية)
- جيمي رايلي على موقع أول ميوزيك (الإنجليزية)
- جيمي رايلي على موقع ديسكوغز (الإنجليزية)